# 美徳のよろめき
『美徳のよろめき』（びとくのよろめき）は、三島由紀夫の長編小説。全20節から成る。人妻の姦通（婚姻外の恋愛）を描いた作品で、多くの大衆読者を獲得した作品である。結婚前の男友達と再会し関係を持ち、官能に目覚めたヒロインが妊娠・中絶を繰り返した苦しみの末に、別れを決心するまでの1年間を描いた物語。フランスの心理小説の趣を生かした文体で、ヒロインの背徳を優雅に表現している。「よろめき」という言葉は流行語になり、「よろめき夫人」「よろめきドラマ」という言葉が流行った。
1957年（昭和32年）、文芸雑誌『群像』4月号から6月号に連載された。単行本は同年6月20日に大日本雄弁会講談社より刊行され、30万部のベストセラーとなった。同年9月15日には、限定版『美徳のよろめき』も刊行され、10月29日には月丘夢路主演で映画も封切られた。文庫版は1960年（昭和35年）11月5日に新潮文庫で刊行された。翻訳版は中国（中題：美徳的動揺）、イタリア（伊題：Una virtù vacillante）で行われている。

## あらすじ
上流階級のしつけの良い家庭に育った28歳の節子は、親の決めた倉越一郎と結婚し男の児も1人いた。節子は時折、結婚前の20歳の頃、同い年の土屋とした避暑地での拙劣な接吻を思い出した。結婚後も、土屋とは偶然に舞踏会や町のレストランで顔を合わすことがあった。やがて節子は土屋と何度か食事をした後、彼と再び接吻を交わした。9年前と比べて土屋の接吻が巧者になっていた。
節子は受胎した。もちろんそれは夫の子であった。しかし節子はこのまま生んで、土屋と疎遠となり別れれば、土屋の子供でもないのに生まれる子供が恋の形見となることを恐れ、中絶を決めた。
節子は土屋と旅行に行った。友人の与志子に秘密の共謀をしてもらった。与志子にも夫に秘密の恋人がいた。旅立ちの朝、節子は幼い息子・菊夫に対しては羞恥を感じたが、勤めに行く夫を見送るときは耐えやすかった。土屋と結ばれた翌朝、2人は裸でホテルの部屋で朝食を摂った。それは土屋が以前、僕は真裸で食べるのが好きなんだと、節子にレストランで言っていたことだった。
土屋と何度も密会を重ね、節子は肉体的にも深い快楽を覚えた。節子の生活は土屋を中心にまわっていたが、土屋には節子の夫への嫉妬の影もなかった。やがて節子は土屋の子を受胎した。そして土屋に何も告げずに中絶した。節子は幼い菊夫が早く大きくなって、節子を非難してくれればいいと思った。
土屋がナイトクラブで女と会っていたと聞いただけで、節子は嫉妬に苦しんだ。次第に節子の心は土屋の奴隷のようになっていた。それでも土屋と別れられない節子は、知恵のある老人・松木や、元花柳界の老婦人に相談するが、解決がつかない。そんな時、節子は再び土屋の子を妊娠した。食事も喉を通らなくなり衰弱した節子は麻酔なしの手術を受けなくてはならなくなったが、激しい苦痛に耐えて声一つも立てなかった。そのため、いざというときの吸入麻酔も使われなかった。
節子は里の父・藤井景安と久しぶりに食事をした。実直な景安は国家の正義を代表するような地位についていた。機知やユーモアはないが寛厚な人柄の父と一緒にいると、機知に疲れた節子は落着いた。話題の中で、父の旧知の人物が今朝、自殺をした話になった。節子は自分のスキャンダルが、もしも堅実な父親に影響してしまった場合のことをそのニュースに重ね、烈しい恐れにふるえた。
節子は土屋に今までの苦しみを話し、別れを切り出した。土屋は節子を労わり優しかったが、別れを待っていたかのようであった。別れて数か月後、節子は土屋への手紙を書いた。あなたと別れた後の苦しみ、自分がどんなにあなたを愛していたかを綴ったが、節子はそれを出さずに破って捨てた。

## 作品評価・研究
『美徳のよろめき』は『金閣寺』の後に発表されたために、それと対比されて、三島の純文学作品の芸術活動の合間に息抜きで書いた余技的な大衆向け作品だと当時みなされた傾向があり、三島自身も以下のように軽く語っているが、その大衆小説的な作品と純文学系の作品を書き分ける三島の優れたバランス感覚を評価する論もある。
同時代の文芸評価としては、平林たい子、円地文子、佐多稲子ら女流作家の面々から、ヒロインに「魅力」がなく夫の影が薄いなど、現実感の無さを批判され不評となり、山本健吉も、本来的に戒律の禁忌のない日本の社会風土では、「姦通小説」が西欧のように心理的葛藤の劇にはなりえないことを指摘し、「古典的形式の模造品」に終わった大衆向け作品だとしている。それに対して、吉田健一は小説の技術的に三島の「腕の冴え」が見られた作品として10年後に肯定的な評価している。
北原武夫は『美徳のよろめき』について、「（三島）氏が自分の力量を心ゆくまで発揮し、自分の技能をほしいままに愉しんで、丁度声量豊かな大歌手が、お気に入りの聴衆を前にして即興の小曲を歌い上げるような、気楽にのびのびと」書いているとし、三島と谷崎潤一郎の「作家としての生活態度」や「才能の広さ」が似ているとしながら、2人の共通性を、「審美的乃至は耽美的傾向を、果敢にも実生活の中に持ちこみ、よほど確乎とした合理的精神と、習俗を恐れぬ強い意志とがなければ、容易には実行できないこの両者の融合を、何の支障もなく、実にやすやすと実行している」ことだと考察している。
そして、そういった作家精神がなければ、『美徳のよろめき』のヒロイン・節子のような、「姦通という悪徳を犯しても穢れることを知らない優雅な人間」や、『鏡子の家』の鏡子のような、「どんな時代に汚れにも染まない自由で真率な人間」の持つ、「真の意味で贅沢な魂」は創造できないとし、その筆を見事だと評している。また北原は、節子の優雅な姿に三島が青年時代に愛読していたレイモン・ラディゲの『ドルジェル伯の舞踏会』のヒロイン・マオの優雅さの影響があることも鑑み、「淑徳というものを実に微妙な手つきで扱った」ラディゲやラファイエット夫人（ラディゲが影響を受けた作家）の手法にも劣らず、三島が「繊細な手つきで背徳というものを扱っている」とし、作中で描かれる節子の〈聖女〉の意味を汲み取れない読者は、この「精緻な技巧を凝らして作り上げた、極度に人工的な美の世界」とは「無縁の衆生」であり、『美徳のよろめき』は、「彼（三島）一流の錬金術によって、背徳という銅貨を、魂の優雅さという金貨に見事に換金」されていると解説している。
売野雅勇は、『美徳のよろめき』を読んだときの印象を、「言葉で書かれた、言葉で精確に組み立てられた音楽のように感じた」とし、売野自身の「粗野な感受性」が直感した「その言葉」を、「コクトーの言葉の連なりのなかで不意に鳴りはじめる、あの聴きなれた音楽」であったとしながら、以下のように回顧している。
小笠原賢二は、『美徳とよろめき』がその当時の社会の「繁栄」の雰囲気を吸収した娯楽的な大衆小説ではありながらも、一般的理解よりも「難解であり、必ずしも口当りが良いというわけでもない」とし、ヒロイン・節子の、「享楽に身を任せているようでいながら、時代を容易に受け入れようと」せず、「むしろかたくななほどに自分の強固な城を築き、現実から一線を引こうとしている」態度や、「優雅に暮し自由にふるまっているかに見えながら、本当に人生を楽しんではいない」身振りから窺えるのは、「むしろ苦しげな表情」で、そこには作者・三島の、「サービスのポーズを取る一方で、窮屈で退屈な時代に呑みこまれまいとして構え緊張する表情」が透視されると考察しながら、『美徳のよろめき』は本質的には「反俗的な作品」で、通俗小説風であるにもかかわらず、「これほど時代とおり合わない作品も珍しいのではないか」と述べている。
また小笠原は、三島が〈内界〉〈外界〉、〈認識〉〈行為〉といった「二元論の克服」という「難問」、「存在論的問い」を初期からずっと抱え、『金閣寺』では、その難問が不完全燃焼のまま終わり、その問いがそのまま『美徳のよろめき』にも引き継がれているとし、麻酔なしの堕胎手術を受ける節子が「徹底した受苦の姿勢」の果て、魂に〈有益なもの〉がもたらされ、〈非凡な女〉となり、〈甘美〉や〈光りかがやくほど充実〉した状態がもたらされる箇所について、〈苦痛〉が「かけがえのない支え」になり、「観念と肉体は不可分に結合」し、「確かな存在の証明」に至った場面だと考察しながら、それを手に入れた節子は、〈幸福〉を見出したため、もう「よろめく」ことはなくなり、『美徳のよろめき』は、「〈美徳のよろめき〉が克服されるに至る経緯を描いた小説」だとしている。
そして、こういった三島の「二元論の解消」は、バタイユの影響を受けた『憂国』の自作解題での〈至上の肉体的快楽と至上の肉体的苦痛が、同一原理の下に統括され、それによつて至福の到来を招く〉という志向であり、この危険な「〈肉体と精神の二元論〉の超克」は、『太陽と鉄』における、〈林檎の外側を、いかにしてその林檎の芯が見得るか〉、〈林檎を外側から見る目が、いかにしてそのまま林檎の中へもぐり込んで、芯となり得るか〉という〈ひたすら存在の形にかかはる自意識〉のあり方を希求する問題 と同じであることを小笠原は解説しながら、「見るために存在を犠牲にする行為、破壊によってこそ存在が保障される瞬間の局面において三島流の“存在革命”は成就する」としている。
さらに小笠原は、それは『美徳のよろめき』で語られる、〈観念が肉感に移りゆく〉と、〈肉感がまさに観念に化して〉しまうことを同時に兼ね備えた局面であることを指摘しつつ、様々な作品において、「執拗に、内と外の、表と裏の、観念と肉体の境界という障壁を解消し〈新鮮な現実〉を手に入れる“存在の革命”を夢想して来た」三島の軌跡を省みる際に、『美徳のよろめき』は「三島美学の中核をなす“存在の革命”のまことに過激に実験の場」として、看過しがたい意味合いを持つ作品だと論考し、「存在論的な難問」と格闘した三島から、プリニウスやエンペドクレスといった歴史的人物が想起されるとしている。

## 映画化
『美徳のよろめき』（日活） 1957年（昭和32年）10月29日封切。モノクロ 1時間36分。

### キャスト
- 倉越節子：月丘夢路
- 土屋：葉山良二
- 倉越一郎：三國連太郎
- 倉越菊夫：青砥方比呂
- 牧田与志子：宮城千賀子
- 牧田：信欣三
- 飯田：安部徹
- とみ：高友子
- 藤井景安：千田是也
- 伯父：汐見洋
- 伯母：相馬幸子
- 叔父：伊藤寿章
- 叔母：原恵子
- 紀子：堀恭子
- 元子：堀川京子
- 祖母：立花泰子
- 土屋省三：芦田伸介
- マダム秋子：渡辺美佐子
- 幼稚園の先生：高田敏江
- 女優のような女：南田洋子
- 指圧師：西村晃
- 女医：北林谷栄
- 看護婦：竹内洋子
- ボーイA：二谷英明
- ボーイB：須藤孝
- ボーイC：林茂朗
- 洗濯屋の小僧：草薙幸二郎
- 少女時代の節子：月丘洋子
- ナレーター：高橋昌也

### スタッフ
- 監督：中平康
- 助監督：西村昭五郎
- 脚本：新藤兼人
- 撮影：岩佐一泉
- 音楽：黛敏郎
- 美術：松山崇
- 照明：藤林甲
- 製作：大塚和

原作の冒頭をナレーションに語らせ、ラストも外見的には同じだが、内容的に原作とはほぼ別物。三島はこの映画を観た感想を、〈これ以上の愚劣な映画といふものは、ちよつと考へられない〉と記している。

## テレビドラマ化
- 田辺劇場『美徳のよろめき』（フジテレビ）
  - 1961年（昭和36年）7月4日 - 9月26日（全13回） 毎週火曜日 13:00 - 13:30
  - 脚色：馬場当、柳下長太郎。演出：森川時久。デザイン：中田竜介。装飾：内海宏久。衣裳：清佐千子。化粧：大槻房子
  - 出演：川口敦子、金内吉男、近藤準、渡辺文夫、市原悦子、玉城睦子、ほか
- 日本名作ドラマ『美徳のよろめき』（テレビ東京）
  - 1993年（平成5年）6月28日、7月5日（全2回） 月曜日 21:00 - 21:54
  - 脚色：石松愛弘。演出：脇田時三。プロデューサー：橋本かおり、森下和清
  - 語り手：岸田今日子。出演：藤谷美和子、阿部寛、丹波義隆、鳥越マリ、村上冬樹、根上淳、山村紅葉、伊藤幸子、類家大地、江上真吾、富田三千代、かやのみゆき、森康子、高橋豊、柾木良子、神威狂児、ほか
  - ※ 松竹より「日本名作ドラマ」（全8巻）の一巻としてビデオ（VHS）発売。
- 文學ト云フ事『美徳のよろめき』（フジテレビ）
  - 1994年（平成6年）8月9日 火曜日 24:45 - 25:15
  - 演出：片岡K。音楽：佐々木貴。企画：斎藤秋水、鈴木吉弘（企画協力：和田晃）。プロデュース：小島美佳
  - 出演：水島かおり、椎名桔平、鈴木清順（文學ノ予告人）
  - エンディング・テーマ：原田知世「T'en va pas」

| フジテレビ 火曜13時台前半枠 | フジテレビ 火曜13時台前半枠 | フジテレビ 火曜13時台前半枠 |
| 前番組                      | 番組名                      | 次番組                      |
| --------------------------- | --------------------------- | --------------------------- |
| 浮雲                        | 美徳のよろめき （1961年版） | 海峡                        |
| テレビ東京 日本名作ドラマ   |                             |                             |
| 伊豆の踊り子                | 美徳のよろめき （1993年版） | 踊り子                      |

## ラジオドラマ化
- 淡島千景ドラマ集『美徳のよろめき』（ニッポン放送）
  - 1957年（昭和32年）9月15日、22日（全2回） 21:30 - 22:00
  - 脚色：矢代静一。効果：安藤効果研究所。制作：湊喜代志、川島恭二
  - 語り手：鶴見四郎。出演：淡島千景、中村伸郎、神山繁、南美江、加藤治子、岸田今日子、ほか
- 東西傑作文学『美徳のよろめき』（TBSラジオ）
  - 1968年（昭和43年）9月9日 - 10月5日（全24回） 毎週月曜 - 土曜日 10:20 - 10:40
  - 脚色：和泉二郎。出演：岩崎加根子

## おもな刊行本

### 単行本
- 『美徳のよろめき』（大日本雄弁会講談社、1957年6月20日） NCID BN1028867X
  - 装幀：荻太郎。紙装。紺色帯。265頁
- 限定版『美徳のよろめき』（大日本雄弁会講談社、1957年9月15日） 限定500部（署名入） NCID BA90640025
  - カバー装幀：生沢朗。紙装。A4変型判。トンネル函。147頁
  - 本文中、挿画107葉、別刷2頁挿画3葉（生沢朗）。特製のしおり付（しおり剣形）。
- 文庫版『美徳のよろめき』（新潮文庫、1960年11月5日。改版1969年8月20日、1987年3月15日、2021年10月）
  - カバー装幀：小野竹喬。白色帯。解説：北原武夫
    - ※ 改版1969年より、カバー改装。2021年版より新デザインカバー
- イタリア語版『Una virtù vacillante』〈訳：L. Origlia〉（Einaudi Tascabili. Scrittori、2009年1月）

### 全集
- 『三島由紀夫全集10巻（小説X）』（新潮社、1973年4月25日）
  - 装幀：杉山寧。四六判。背革紙継ぎ装。貼函。
  - 月報：芥川比呂志「稽古場の三島由紀夫氏」。《評伝・三島由紀夫 1》佐伯彰一「二つの遺書（その1）」。《同時代評から 1》虫明亜呂無「主として『金閣寺』をめぐって」
  - 収録作品：「金閣寺」「十九歳」「施餓鬼舟」「橋づくし」「女方」「美徳のよろめき」「貴顕」「百万円煎餅」「スタア」
  - ※ 同一内容で豪華限定版（装幀：杉山寧。総革装。天金。緑革貼函。段ボール夫婦外函。A5変型版。本文2色刷）が1,000部あり。
- 『決定版 三島由紀夫全集6巻 長編6』（新潮社、2001年5月10日）
  - 装幀：新潮社装幀室。装画：柄澤齊。四六判。貼函。布クロス装。丸背。箔押し2色。
  - 月報： 徳岡孝夫「唯識、法相……心々ですさかい」。高橋睦郎「三島由紀夫のエラボレーション」。［小説の創り方6］田中美代子「奈落の階梯」
  - 収録作品：「金閣寺」「永すぎた春」「美徳のよろめき」「『金閣寺』創作ノート」